# Adelaide Orsola Appignani
Adelaide Orsola Appignani, també coneguda com a Orsola Aspri (Roma, 1807 - Roma, 30 de setembre de 1884) fou una soprano, arpista, directora d'orquestra i compositora italiana, a més de professora de cant.

## Biografia
Va néixer a Roma, filla de Serafino Appignani i de Cecilia Persiani. Després de casar-se per segon cop la seva mare, vídua aleshores, amb el violinista Andrea Aspri, Adelaide va canviar el seu nom a Orsola Aspri, deixant de banda el seu primer nom propi i adoptant com a cognom el del nou marit de la mare.
Va estudiar música amb Valentino Fioravanti. Després de completar els estudis, va actuar com a cantant. En 1833 va cantar el paper de Smeton en una representació de l'òpera Anna Bolena de Gaetano Donizetti, i més tard va actuar de directora d'orquestra a Florència i el 1839 a Roma. Va ser membre de l'Acadèmia Filharmònica Romana del Palau Lancelotti i va rebre un reconeixement honorífic, el 1842, de l' Acadèmia de Santa Cecília de Roma.
Va ser també professora de cant, tenint entre els seus alumnes al tenor Settimio Malvezzi. Tocava el arpa, com es pot veure al llistat de músics d'una representació de l'òpera Gli Anglicani de Giacomo Meyerbeer del període 1841-1842.
Es va casar amb el comte Girolamo Cenci-Bolognetti i, després d'una llarga existència, va morir a Roma el 30 de setembre de 1884.

## Obres
Les seves obres seleccionades inclouen: 
- Les aventures d'un dia (melodrama) 1827
- Els ritus indis (òpera) 1834
- Els pirates (melodrama) 1843
- Clara de Clevers (melodrama) 1876
- Simfonia per a instruments (simfonia), 1834
- La rendició de Roma (cantata) 1871[4]